# ColecoVision
ColecoVision é o videogame de segunda geração da Coleco lançado em agosto de 1982. Ele oferecia gráficos e estilo de jogo de qualidade similar aos encontrados nos fliperamas (arcade) da época, a possibilidade de se utilizar jogos de outros consoles (notadamente o Atari 2600) e meios de expansão de hardware.
O ColecoVision foi lançado inicialmente com um catálogo de 12 títulos, com mais dez lançados em maio de 1982. Ao final de sua era, possuía cerca de 170 títulos, que foram lançados entre 1982 e 1985.

## Especificações técnicas
- CPU: Zilog Z80A a 3,58 MHz
- Processador de vídeo: Texas Instruments TMS9928A
  - Resolução de tela: 256x192
  - 32 sprites
  - 16 cores
- Som: Texas Instruments SN76489A
  - 3 geradores de tons
  - 1 gerador de ruídos
- VRAM: 16KB
- RAM: 8KB
- Armazenamento: Cartucho: 8/16/24/32KB

### Semelhanças com outras plataformas
O ColecoVision contém os mesmos CPU e processador gráfico do MSX e Sega SG-1000/SC-3000. Também usa o mesmo processador de som das máquinas da Sega, tornando-os idênticos em suas capacidades técnicas. O MSX contém um processador de som diferente, mas com recursos semelhantes, o AY-3-8910 da General Instrument. Por isso, muitos jogos foram convertidos entre os três sistemas com certa facilidade.
Além disso, alguns emuladores aproveitam estas semelhanças técnicas para emulá-los sob o mesmo código fonte.

### Concorrentes
- Atari 5200
- Sega SG-1000